# 寺坪乡
寺坪乡，是中华人民共和国湖南省常德市桃源县下辖的一个乡镇级行政单位。

## 行政区划
寺坪乡下辖以下地区：
梨子岗村、郑家河村、游鹿溪村、鲜花村、青铜溪村、灵峰村、寺坪村和新石村。